# Zgromadzenie Narodowe (Wietnam)
Zgromadzenie Narodowe Socjalistycznej Republiki Wietnamu (wiet. Quốc hội nước Cộng hoà xã hội chủ nghĩa Việt Nam) – jednoizbowy parlament Wietnamu, ustanowiony w 1946 jako Stały Komitet Zgromadzenia Narodowego Demokratycznej Republiki Wietnamu. Jego siedziba znajduje się w Hanoi.
Konstytucja Wietnamu uznaje Zgromadzenie Narodowe za „najwyższy organ władzy państwowej”. Obecnie liczy on 483 deputowanych (członków Komunistycznej Partii Wietnamu oraz polityków niezależnych), wybieranych na pięcioletnią kadencję. Parlament powołuje m.in. prezydenta oraz premiera kraju.

## Przewodniczący

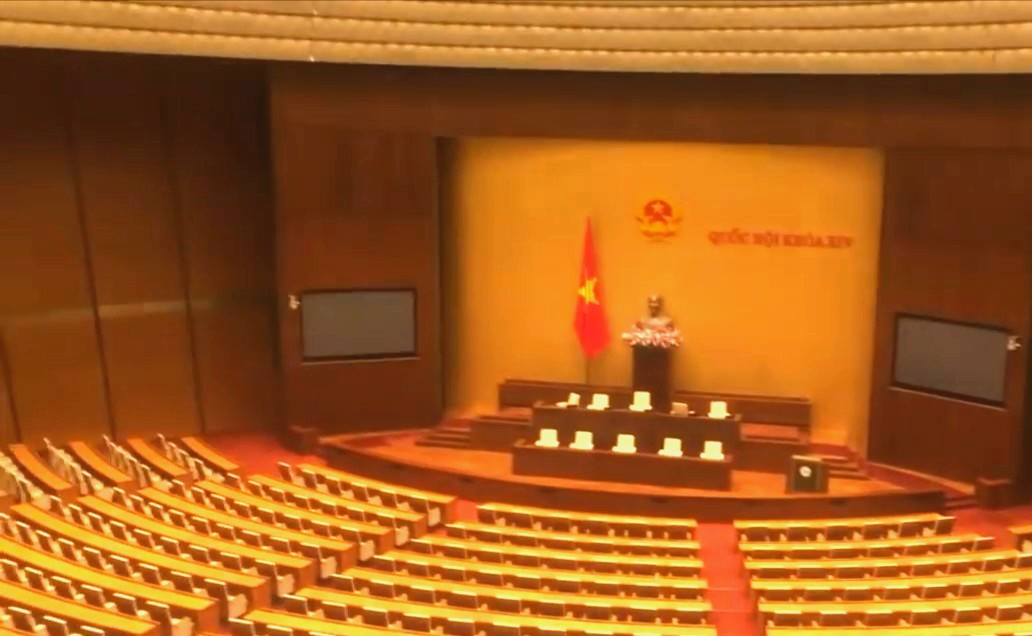
Sala Posiedzeń Zgromadzenia Narodowego Socjalistycznej Republiki Wietnamu

- Nguyễn Văn Tố
- Bùi Bằng Đoàn
- Tôn Đức Thắng
- Trường Chinh
- Nguyễn Hữu Thọ
- Lê Quang Đạo
- Nông Đức Mạnh
- Nguyễn Văn An
- Nguyễn Phú Trọng
- Nguyễn Sinh Hùng
- Nguyễn Thị Kim Ngân